# Brandon Allen (giocatore di baseball)
Brandon Durell Allen (Conroe, 12 febbraio 1986) è un ex giocatore di baseball statunitense, prima base.

## Minor League
Allen venne selezionato al 5º giro del draft amatoriale del 2004 come 149a scelta dai Chicago White Sox. Iniziò nello stesso anno con i Bristol White Sox rookie, finendo con .205 alla battuta, .280 in base, 3 fuoricampo, 23 RBI, 17 punti "run" e 2 basi rubate in 58 partite. Nel 2005 con i Great Falls White Sox rookie finì con .264 alla battuta, .366 in base, 11 fuoricampo, 42 RBI, 41 punti e 7 basi rubate in 66 partite.
Nel 2006 con i Kannapolis Intimidators A chiuse con .213 alla battuta, .257 in base, 15 fuoricampo, 68 RBI, 36 punti e 6 basi rubate in 109 partite. Nel 2007 con gli Intimidators finì con .283 alla battuta, .337 in base, 18 fuoricampo, 93 RBI, 84 punti e 7 basi rubate in 129 partite.
Nel 2008 giocò con due squadre finendo con .278 alla battuta, .367 in base, 29 fuoricampo, 75 RBI, 87 punti e 17 basi rubate in 130 partite. Nel 2009 giocò con tre squadre finendo con .298 alla battuta, .373 in base, 20 fuoricampo, 75 RBI, 78 punti e 7 basi rubate in 115 partite.
Nel 2010 con i Reno Aces AAA chiuse con .261 alla battuta, .405 in base, 25 fuoricampo, 86 RBI, 72 punti e 14 basi rubate in 107 partite. Nel 2011 giocò con due squadre finendo con .299 alla battuta, .413 in base, 21 fuoricampo, 72 RBI, 79 punti in 93 partite.
Nel 2012 giocò con due squadre finendo con .260 alla battuta, .316 in base, 6 fuoricampo, 18 RBI, 25 punti in 43 partite. Il 6 dicembre firmò come free agent con i Texas Rangers un contratto da Minor League, ma il 31 marzo 2013 venne rilasciato. L'8 aprile firmò con i San Diego Padres un contratto da (MiLB), giocando con i Tucson Padres AAA finendo con .267 alla battuta, .347 in base, 17 fuoricampo, 76 RBI, 64 punti e 6 basi rubate in 119 partite. Il 5 novembre divenne free agent, il 19 dello stesso mese firmò con i New York Mets un contratto da (MiLB).

## Major League

### Arizona Diamondbacks (2009-2011)
Il 7 luglio 2009 venne preso dagli Arizona Diamondbacks in cambio di Tony Pena. Chiuse la sua prima stagione con .202 alla battuta, .284 in base, 4 fuoricampo, 14 RBI, 13 punti, nessuna base rubata, 260 eliminazioni di cui 23 doppie, 11 assist e 2 errori da prima base in 32 partite di cui 29 da partente. Nel 2010 chiuse con .267 alla battuta, .393 in base, un fuoricampo, 6 RBI, 5 punti, nessuna base rubata e 41 eliminazioni di cui 3 doppie, in 22 partite di cui 16 da partente.
Nel 2011 finì con .172 alla battuta, .351 in base, 3 fuoricampo, 7 RBI, 5 punti, una base rubata, 77 eliminazioni di cui 9 doppie, 5 assist in 11 partite di cui 9 da partente.

### Oakland Athletics (2011-2012)
Il 31 luglio 2011 venne preso dagli Oakland Athletics insieme a Jordan Norberto in scambio di Brad Ziegler. Chiuse la stagione con .205 alla battuta, .259 in base, 3 fuoricampo, 11 RBI, 18 punti, 2 basi rubate, 334 eliminazioni di cui 24 doppie, 19 assist e 4 errori da prima base in 41 partite di cui 40 da partente. Nel 2012 chiuse con .000 alla battuta, .000 in base, nessun fuoricampo o base rubata, 25 eliminazioni di cui una doppia e 2 assist in 3 partite di cui 2 da partente.

### Tampa Bay Rays (2012)
Il 19 aprile 2012 venne preso dagli svincolati dai Tampa Bay Rays, il 27 luglio venne svincolato finendo con .154 alla battuta, .267 in base, un fuoricampo, 3 RBI, 3 punti, nessuna base rubata e 4 eliminazioni in 7 partite di cui 3 da partente.

## Numeri di maglia indossati
- nº 25 con gli Arizona Diamondbacks (2009)
- nº 29 con i Diamondbacks (2010-2011)
- nº 31 con gli Oakland Athletics (2011)
- nº 14 con gli Athletics (2012)
- nº 19 con i Tampa Bay Rays (2012).

## Vittorie
Nessuna

## Premi
- Mid-Season All-Star della Southern League (2009)
- Mid-Season All-Star della Carolina League (2008)
- Giocatore della settimana della Carolina League con i Binghamton Mets (19/05/2008)
- Rising Star della Arizona Fall League (2009).